# هوي أوير
هوي أوير (بالإنجليزية: Howie Auer)‏ هو لاعب كرة قدم أمريكية أمريكي، ولد في 9 يناير 1908 في ديترويت في الولايات المتحدة، وتوفي في 1 نوفمبر 1985 في فلوريدا في الولايات المتحدة.